# Diphthera fastuosa
Diphthera fastuosa är en fjärilsart som beskrevs av Achille Guenée 1852. Diphthera fastuosa ingår i släktet Diphthera och familjen nattflyn. Inga underarter finns listade i Catalogue of Life.